# صيدلي
الصيدلي هو الشخص المختص في علم الأدوية. ودوره التقليدي يتمثل في صرف الأدوية المكتوبة في الوصفات الطبية من الأطباء المختصين مع مراجعة الطرق الصحيحة للاستخدام وتبيين المضاعفات والآثار الجانبية للعقاقير. وفي هذا الدور، يتأكد الصيدلي من الاستعمال الآمن والفعال للأدوية. ويشترك الصيادلة أيضًا في السيطرة على الأمراض، عن طريق مراقبة وتحسين طرق وأساليب العلاج أو دراسة نتائج التحاليل المختبرية، بالتعاون مع الأطباء وغيرهم من الطاقم الطبي. الصيدلي هو أيضًا المختص في صناعة الأدوية وتتبع عملية التركيب ومراقبة الجودة منذ بداية العملية التصنيعية حتى نهايتها.

## طبيعة العمل
تاريخيًا، كان الدور الأساسي للصيدلاني كممارس رعاية صحية هو فحص الأدوية وتوزيعها على الأطباء من أجل الأدوية التي توصف للمرضى. في العصر الحديث، ينصح الصيادلة المرضى ومقدمي الرعاية الصحية بشأن الاختيار، والجرعات، والتفاعلات، والآثار الجانبية للأدوية، ويعملون كوسيط مكتسب بين الواصف والمريض. يراقب الصيادلة صحة وتقدم المرضى لضمان الاستخدام الآمن والفعال للأدوية. قد يمارس الصيادلة التركيب؛ على سبيل المثال، يتم الآن إنتاج العديد من الأدوية من قبل شركات صيدلانية على شكل جرعات قياسية وتقوم بإيصالها ايضًا. في بعض الولايات، يتمتع الصيادلة بسلطة خاصة تتيح لهم إما أن يصفوا بشكل مستقل بموجب سلطتهم الخاصة أو بالتعاون مع طبيب رعاية أولية من خلال بروتوكول متفق عليه يسمى اتفاقية الممارسة التعاونية.
يبدو أن زيادة أعداد العلاجات الدوائية، وطول عمر الإنسان في العصر الحالي، وكون السكان أصبحوا أكثر دراية وتطلبًا، وأوجه القصور في مجالات أخرى من نظام الرعاية الصحية، تؤدي إلى زيادة الطلب على مهارات الاستشارة السريرية للصيادلة. من أهم الأدوار التي يقوم بها الصيادلة حاليًا دور الرعاية الصيدلانية. تتضمن الرعاية الصيدلانية تحمل المسؤولية المباشرة عن المرضى وحالاتهم المرضية والأدوية وإدارة كل منهم لتحسين النتائج. للرعاية الصيدلانية العديد من الفوائد التي قد تشمل على سبيل المثال لا الحصر: تقليل الأخطاء الدوائية، زيادة امتثال المريض لنظام الدواء؛ إدارة أفضل لحالة الأمراض المزمنة، بما في ذلك ارتفاع ضغط الدم وعوامل الخطر الأخرى لأمراض القلب والأوعية الدموية؛ علاقة قوية بين الصيدلي والمريض؛ وانخفاض تكاليف الرعاية الطبية على المدى الطويل.
غالبًا ما يكون الصيادلة هم نقطة الاتصال الأولى للمرضى الذين لديهم استفسارات صحية. وبالتالي، يلعب الصيادلة دورًا مهمًا في تقييم إدارة الدواء لدى المرضى، وفي إحالة المرضى إلى الأطباء. قد تشمل هذه الأدوار، على سبيل المثال لا الحصر:
- إدارة الأدوية السريرية، بما في ذلك مراجعة أنظمة الأدوية ومراقبتها
- تقييم المرضى الذين يعانون من حالات غير مشخصة أو مشخصة، والتأكد من احتياجاتهم للأدوية السريرية
- المراقبة المتخصصة للحالات المرضية، مثل جرعات الأدوية في الفشل الكلوي والكبد
- تركيب الأدوية
- توفير المعلومات الصيدلانية
- تزويد المرضى بالمراقبة الصحية والمشورة، بما في ذلك المشورة والعلاج من الأمراض الشائعة والحالات المرضية
- الإشراف على فنيي الصيدلة وغيرهم من العاملين
- الإشراف على صرف الأدوية بوصفة طبية
- توفير وتقديم المشورة بشأن الأدوية غير العلاجية أو التي لا تستلزم وصفة طبية
- التثقيف والمشورة للمرضى ومقدمي الرعاية الصحية الآخرين بشأن الاستخدام الأمثل للأدوية (على سبيل المثال، الاستخدام السليم، وتجنب الإفراط في تناول الأدوية)
- الإحالات إلى المهنيين الصحيين الآخرين إذا لزم الأمر
- تقييم الحرائك الدوائية
- تعزيز الصحة العامة عن طريق إعطاء التطعيمات
- بناء صيغ الأدوية
- تصميم التجارب السريرية لتطوير الأدوية
- العمل مع الوكالات التنظيمية الفيدرالية أو الحكومية أو المحلية لتطوير سياسات دوائية آمنة
- التأكد من صحة جميع ملصقات الأدوية بما في ذلك الملصقات المساعدة
- المشاركة في فريق الرعاية المهنية لمرضى الرعاية الحرجة[6]
- تقييم الأعراض التي تؤدي إلى توفير الأدوية ونصائح حول نمط الحياة للمخاوف الصحية المجتمعية (مثل نزلات البرد أو الإقلاع عن التدخين)[7]
- توريد الجرعات على مراحل (مثل العلاج البديل للمواد الأفيونية)[8]

## التعليم والترخيص
يختلف دور تعليم الصيدلة وترخيص الصيدلة والتعليم المستمر من بلد إلى آخر وبين المناطق/المقاطعات داخل البلدان. في معظم البلدان، يجب على الصيادلة الحصول على شهادة جامعية من كلية صيدلة أو مؤسسة ذات صلة، و/أو استيفاء متطلبات الاعتماد الوطنية/المحلية الأخرى. في العديد من السياقات، يجب على الطلاب أولًا إكمال الدورات الدراسية التمهيدية (الجامعية)، تليها حوالي أربع سنوات من الدراسات الأكاديمية المهنية للحصول على شهادة في الصيدلة (مثل دكتوراه الصيدلة). في الاتحاد الأوروبي، يُطلب من الصيادلة أن يكونوا حاصلين على درجة الماجستير في الصيدلة، ما يسمح لهم بالممارسة في أي دولة أوروبية أخرى. البلد، والامتحانات المهنية المعلقة واختبارات اللغة في البلد الذي يريدون ممارسة فيه. يعلم الصيادلة في علم العقاقير، والأدوية، والكيمياء، والكيمياء العضوية، والكيمياء الحيوية، والكيمياء الصيدلانية، وعلم الأحياء الدقيقة، وممارسة الصيدلة (بما في ذلك التفاعلات الدوائية، ومراقبة الأدوية وإدارتها)، والصيدلة، وقانونها، والفيزيولوجيا المرضية، وعلم وظائف الأعضاء، وعلم التشريح، والحركية الدوائية، وديناميكا الدواء، والرعاية الصيدلانية، وأمراض الكلى والكبد، وتركيب الأدوية. قد يشمل المنهج الدراسي الإضافي التشخيص مع التركيز على الاختبارات المعملية وإدارة حالة المرض والعلاجات والوصفات الطبية (اختيار الدواء الأنسب لمريض معين).
بعد التخرج، يرخص الصيادلة، سواء على المستوى الوطني أو الإقليمي، لتوزيع الأدوية من مختلف الأنواع في المناطق التي تدربوا عليها.
قد يخضع البعض لمزيد من التدريب المتخصص، مثل أمراض القلب أو طب الأورام. تشمل التخصصات:
- صيدلي أكاديمي
- أخصائي صيدلة إكلينيكية (عيادية)
- صيدلي المجتمع
- صيدلاني مركب (محضر)
- صيدلي استشاري
- صيدلي معلومات الدواء
- صيدلي صحة منزلية
- صيدلي مستشفى
- صيدلي صناعي
- صيدلي المعلوماتية
- صيدلي رعاية
- صيدلي عسكري
- صيدلي نووي
- صيدلي الأورام
- صيدلي الشؤون التنظيمية
- صيدلي بيطري
- صيدلي اخصائي علم الأمراض السريري
- صيدلي علم السموم السريرية

## الوصف الوظيفي والمهام الرئيسية للعاملين بالصيدلية
(حسب الضوابط المحددة بلائحة الوظائف الصحية)
1. مساعد صحي:
هو الحاصل على شهادة بعد الثانوية (Certificate) مدتها سنة واحدة على الأقل في مجال الصيدلة.
 المهام الرئيسية :
- المساعدة بالخدمات الصيدلية التي ليس لها اتصال مباشر مع المريض بتوجيه من صيدلي وتحت إشرافه
- العمل مع إدارة المواد من تخزين وتوزيع ومراقبة
- إتباع تعليمات وتوجيهات الصيدلي فيما يخص العمل
2. فني الصيدلة :
هو من حصل على شهادة دبلوم بعد الثانوية (Diploma) مدتها سنتين على الأقل في مجال الصيدلة.
 المهام الرئيسية :
- القيام بالخدمات الصيدلية التي ليس لها اتصال مباشر مع المريض مثل التعبئة، التغليف، التحضير، التوزيع، تجهيز الوصفة الطبية، خلط المحاليل الوريدية بتوجيه من صيدلي وتحت إشرافه
- العمل مع إدارة المواد من تخزين وتوزيع ومراقبه
- إتباع تعليمات وتوجيهات الصيدلي فيما يخص العمل
3. صيدلي :
هو من حصل على شهادة البكالوريوس في الصيدلة العامة (Bachelor of pharmacy) أو شهادة البكالوريوس في الصيدلة الاكلينيكية (Pharm D) من إحدى كليات الصيدلة في الجامعات المعترف بها، ومرخص له بمزاولة المهنة.
 المهام الرئيسية :
- يقوم بالرعاية الصيدلية للمرضى في مجالات الخدمات الصيدلية والتي من ضمنها تحضير وتركيب وصرف الأدوية بالطرق السليمة وتقديم الاستشارات الدوائية للفريق الطبي
- الإشراف على فني الصيدلة
- المشاركة في برامج التعليم للمرضى
- إمداد الفريق الطبي والمواطنين بالمعلومات الدوائية
- يؤدي ما أسند إليه من أعمال مهمة مع من هو أعلى منه مرتبة
4. صيدلي أول :
هو الصيدلي الحاصل على درجة الماجستير (MSc) من إحدى الجامعات المعترف بها أو شهادة الاختصاص في الصيدلة (Residency) من جهة معترف بها.
 المهام الرئيسية :
- يقوم بتقديم الرعاية الصيدلية للمريض مباشرة
- الإشراف على التعليم في الصيدلية وذلك بإعداد دورات وبرامج تدريبية
- المشاركة في الأبحاث الدوائية
- متابعة الجودة النوعية للعمل
- المشاركة في وضع السياسات الخاصة باستعمال الدواء في المصلحة التابع لها
- إمداد الفريق الصحي والمواطنين بالمعلومات الدوائية
- المشاركة في تطوير الخدمات الصحية مما يساعد على تقديم رعاية صيدلية أفضل
- الإشراف على الصيادلة وفنيي الصيدلة
- المشاركة في عملية التعليم المستمر للفريق الصحي
- يؤدي ما اسند إليه من أعمال مع من هو أعلى منه مرتبة
5. صيدلي استشاري :
هو الصيدلي الحاصل على درجة الدكتوراة (PhD) من إحدى الجامعات المعترف بها أو درجة الزمالة في الصيدلة (Fellowship) -بعد شهادة الاختصاص- من جهة معترف بها.
 المهام الرئيسية :
- تقديم رعاية صيدلية مباشرة للمريض وفقا للتخصص
- الإشراف على إحدى الخدمات الصيدلية للمرضى بتقديم رعاية صيدلانية للمرضى في مجال تخصصه
- الإشراف على البرامج التدريبية للصيادلة
- وضع السياسات الخاصة باستعمال الدواء على الوجه الأمثل
- تصميم برامج تثقيفية وتعليمية للمرضى حول استخدام الدواء
- تطوير الخدمات الصيدلية مما يساعد على تقديم رعاية صيدلية مميزة
- القيام بمهام إدارية في الصيدلية